# Aero Vodochody
Aero Vodochody (thường được gọi tắt là Aero) là một công ty chuyên về hàng không của Cộng hòa Séc. Công ty có cơ sở chính đặt tại sân bay Vodochody, Praha Đông (huyện), thuộc Vodochody và Odolena Voda.
Trong thời kỳ diễn ra Chiến tranh Lạnh, Aeoro Vodochody nổi tiếng với các dòng máy bay phản lực huấn luyện, như L-29 Delfin và L-39 Albatros. Công ty cũng phát triển nhiều biến thể của L-39, như máy bay chiến đấu hạng nhẹ L-59 Super Albatros và L-159 Alca. Aero Vodochody được coi là doanh nghiệp sản xuất máy bay lớn nhất nằm bên ngoài khối các nước Council for Mutual Economic Assistance (COMECON) trừ Liên Xô. Sau khi chính quyền Xô Viết sụp đổ ở Tiệp Khắc vào năm 1989, Aero Vodochody đánh mất vị trí nhà cung cấp máy bay huấn luyện cho khối các nước xã hội chủ nghĩa. Doanh thu của công ty qua đó bị tụt giảm trong những năm 1990s tương tự như tại các nước NATO do chiến tranh Lạnh kết thúc.
Từ năm 1998 đến 2004, Aero Vodochody được vận hành bởi công ty hàng không Boeing. Tháng Mười năm 2006, công ty được tư nhân hóa, mua lại bởi quỹ đầu tư Czech-Slovak Penta Investments với giá trị khoảng 3 tỉ Koruna Séc. Aero Vodochody tiếp tục tiến hành sản xuất máy bay và các bộ phận công nghiệp hàng không. Trong sự kiện Farnborough Airshow 2014, công ty đã đưa ra phiên bản Aero L-39NG, bản hiện đại hóa của L-39.

## Lịch sử

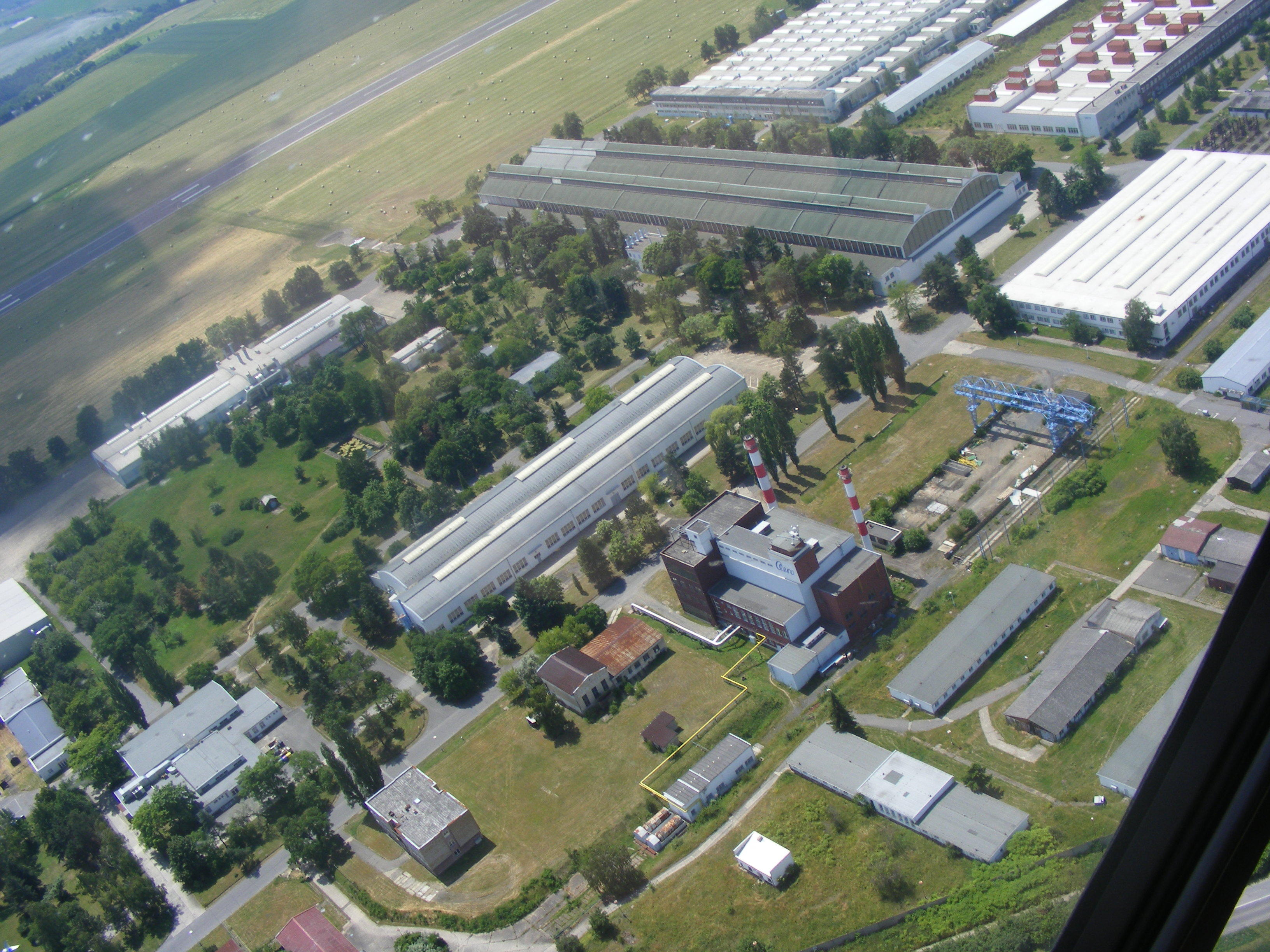
The factory at Vodochody Airport

Aero Vodochody có lịch sử bắt đầu từ năm 1919. Từ năm 1929 đến 1951, công ty con của nó là Aero, đã sản xuất các xe ô tô động cơ hai thì cỡ nhỏ và cỡ trung, và còn sản xuất xe tải Škoda 150 từ năm 1946 đến năm 1947 theo li xăng.
Những năm 1950s, Aero Vodochody phá triển dòng máy bay huấn luyện L-29 Delfin trainer aircraft; đây là công ty đầu tiên của Tiệp Khắc có khả năng thiết kế máy bay phản lực. L-29 là chương trình phát triển máy bay công nghiệp lớn nhất từng được thực hiện trong các nước Council for Mutual Economic Assistance (COMECON) ngoại trừ Liên Xô. Đã có 3.000 chiếc L-29 được sản xuất trong đó khoảng 2.000 chiếc được cung cấp làm máy bay huấn luyện cơ bản cho Không quân Liên Xô. Còn lại, cả ở phiên bản có và không có vũ khí được cung cấp cho các nước COMECON và xuất khẩu sang các nước khác ngoài khối như Ai Cập, Syria, Indonesia, Nigeria và Uganda. L-29 đã được sử dụng trong nội chiến Nigeria cuối những năm 1960s và trong biên chế của Không quân Ai Cập đối đầu với xe tăng Israel trong chiến tranh Yom Kippur năm 1973.
Máy bay L-39 Albatros được thiết kế vào những năm 1960s để thay thế cho Aero L-29 Delfín. Một vài phiên bản thiết kế dựa trên L-39 cũng nhanh chóng được giới thiệu. Năm 1972, phiên bản kéo theo mục tiêu bay L-39V, thực hiện chuyến bay thử đầu tiên. Đến năm 1975, công ty tiếp tục đưa ra thị trường mẫu máy bay chiến đấu/huấn luyện L-39ZO, trang bị bốn mấu cứng cũng như cánh máy bay được tăng độ cứng và càng hạ cánh được thiết kế lại. Năm 1977, mẫu máy bay tiêm kích hạng nhẹ L-39ZA ra đời, được trang bị thêm một khẩu GSh-23 gắn dưới thân, còn lại tương tự như L-39 ZO. Có khoảng 200 chiếc L-39 đã được bán làm máy bay huấn luyện cho không quân các nước cuối những năm 1980s. Công ty ngừng bán ra L-39 kể từ những năm 1990s do mất các đơn đặt hàng truyền thống từ các nước khối Warsaw. Đến năm 1996, việc sản xuất L-39 kết thúc.
Aero Vodochody cũng phát triển các phiên bản khác nhau của L-39, đồng thời tiến hành bảo trì, nâng cấp và kéo dài tuổi thọ máy bay cho các nước có trang bị L-39. Nổi tiếng nhất trong các phiên bản của L-39 là L-59 Super Albatros, ban đầu có mã hiệu là L-39MS. Aero chỉ sản xuất số lượng ít máy bay L-59 rồi ngừng sản xuất. Một phiên bản khác của L-39 Albatros là L-159 Alca, phiên bản máy bay chiến đấu được hiện đại hóa.
Những năm 2010s, Aero Vodochody chế tạo máy bay L-159 cao cấp và máy bay trực thăng Sikorsky S-76. Công ty cũng tham gia sản xuất thân máy bay Alenia C-27J Spartan, lắp ráp cửa máy bay Embraer 170 và Embraer 190, buồng lái máy bay trực thăng Sikorsky UH-60 Black Hawk, Boeing F/A-18E/F Super Hornet, sản xuất các bộ phận của Airbus A320, mép trước cánh của Boeing 767. Công ty cũng dadng tiến hành nâng cấp sân bay Vodochody để chở khách và hàng hóa giá rẻ cho khu vực thủ đô Prague.
Tháng Bảy năm 2014, Aero Vodochody giới thiệu chiếc L-39NG tại Farnborough Airshow. Tháng Tư năm 2015, công ty ký hợp đồng liên kết với nhà thầu quốc phòng của Mỹ là Draken International và công ty sản xuất động cơ Williams International để thực hiện chương trình sản xuất L-39NG cho thị trường Bắc Mỹ. Theo đó L-39NG được phát triển theo hai giai đoạn. Giai đoạn 1 (Stage 1), các kỹ sư sẽ lắp đặt động cơ FJ44-4M và giai đoạn 2 sẽ lắp đặt các thiết bị điện tử lên các máy bay L-39 Albatros vẫn còn trong biên chế. Giai đoạn hai sẽ bắt đầu chế tạo mới hoàn toàn L-39NG với các bộ phận nhiều khả năng đã được sử dụng để nâng cấp ở giai đoạn 1, khi thân vỏ đã đạt đến mức tối đa có thể sử dụng. Giai đoạn nâng cấp 1 đã hoàn thành vào ngày 14 tháng Chín năm 2015 với chuyến bay thử đầu tiên của L-39NG (bay trình diễn công nghệ (L-39CW)). Ngày 20 tháng Mười một năm 2017, Aero Vodochody tuyên bố đã hoàn tất việc phát triển L-39CW; ngày 14 tháng Ba năm 2018, L-39CW, được trang bị động cơ và hệ thống điện tử mới đã nhận được giấy chứng nhận để đổi tên hiệu thành L-39NG. Máy bay L-39NG mới thực hiện chuyến bay đầu tiên vào ngày 22 tháng Mười hai năm 2018. Tháng Chín năm 2020 chưa đầy hai năm sau đó, máy bay đã được chứng chỉ do Cục hàng không Bộ quốc phòng CH Séc cấp.

## Danh sách các máy bay của hãng

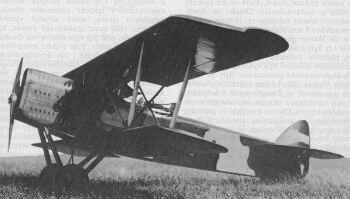
Aero A-11

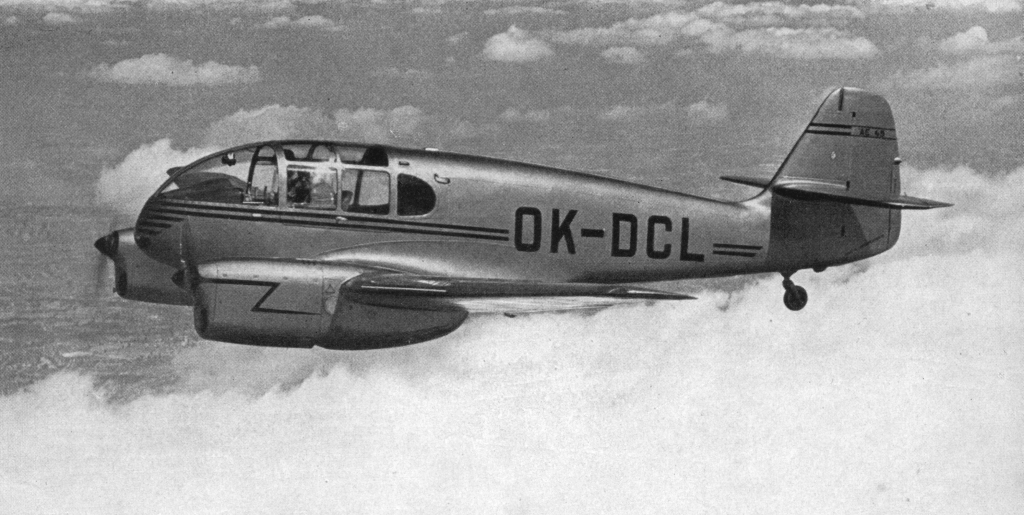
Aero Ae-145

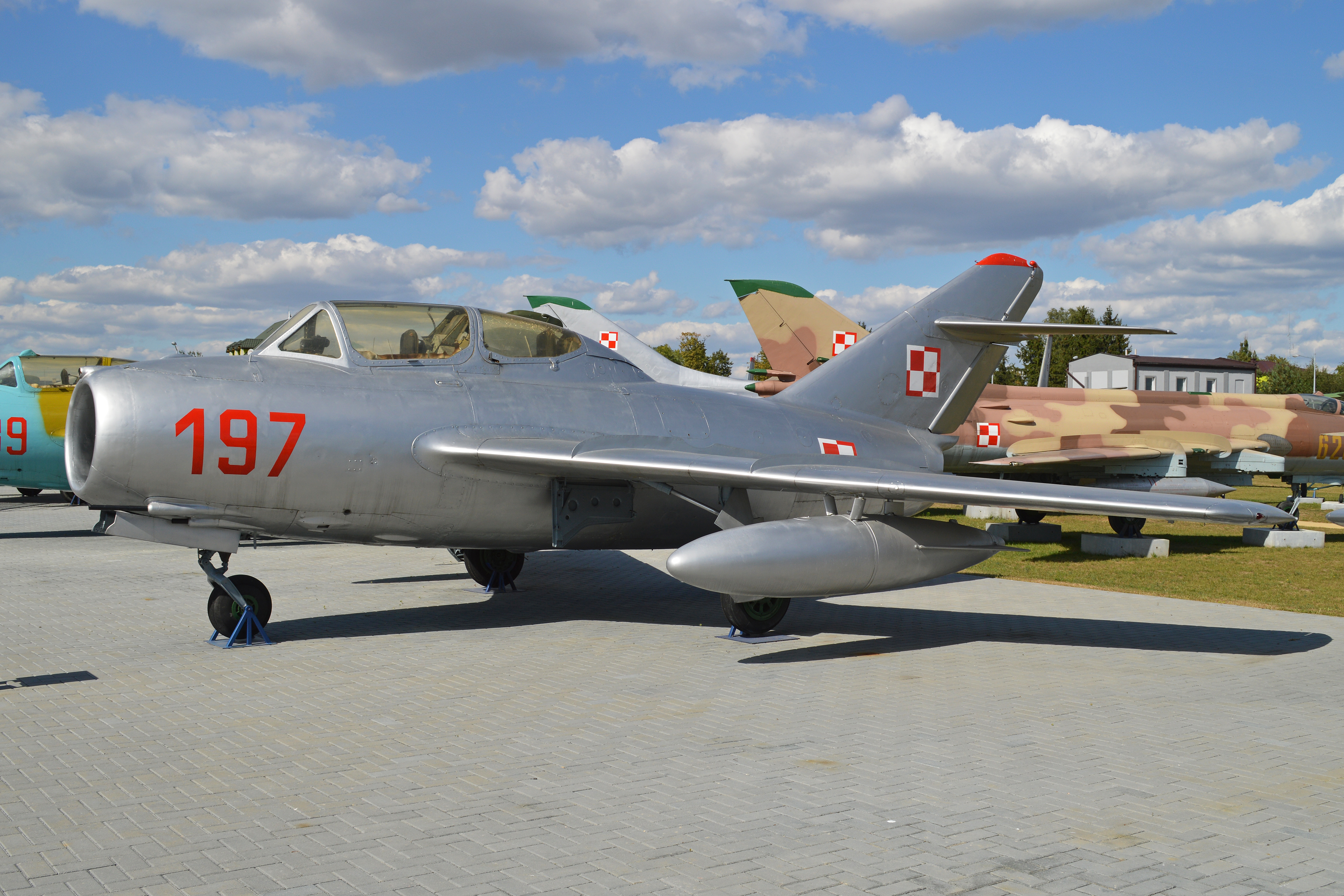
Aero CS-102

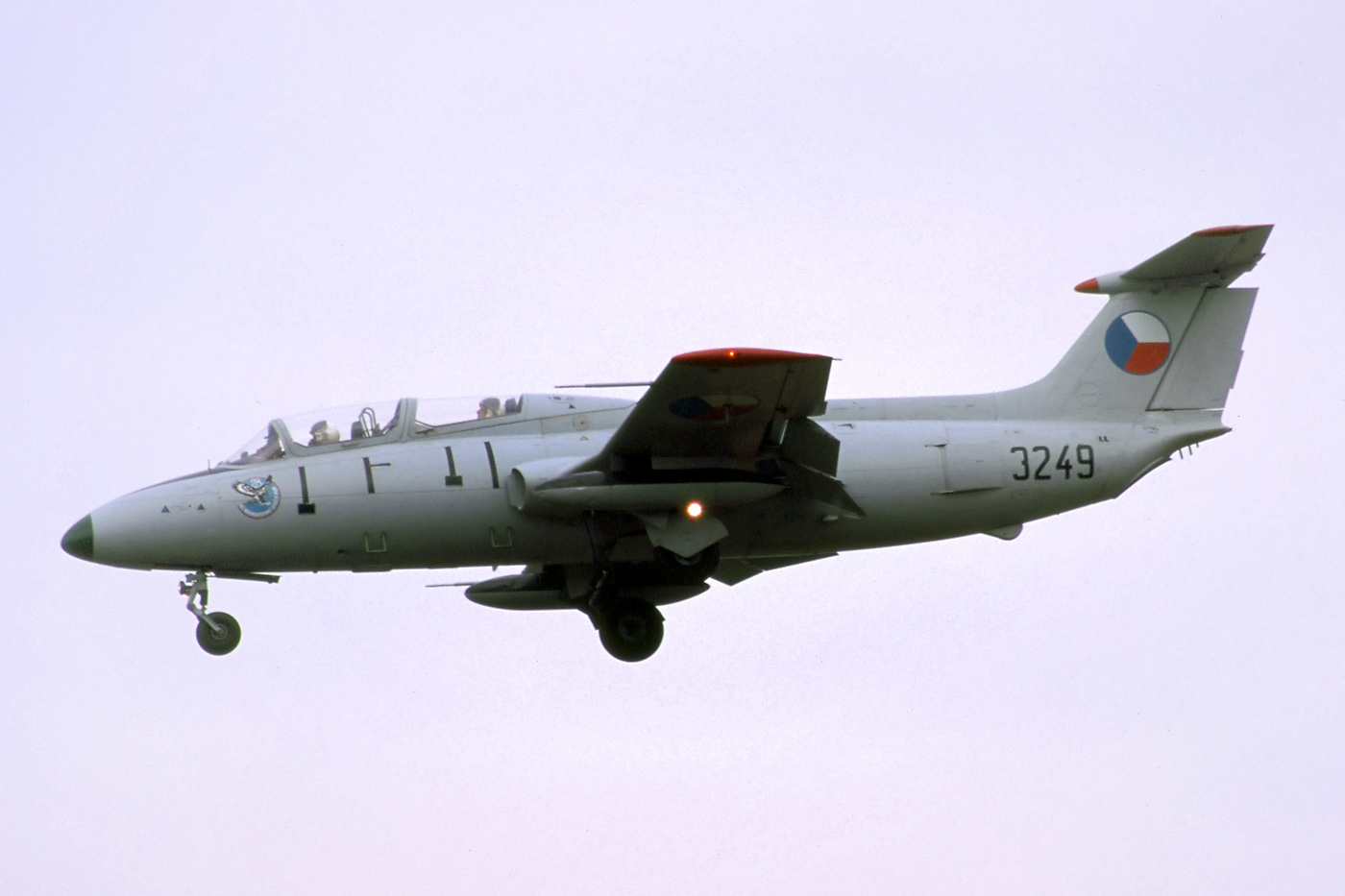
Aero L-29 Delfín

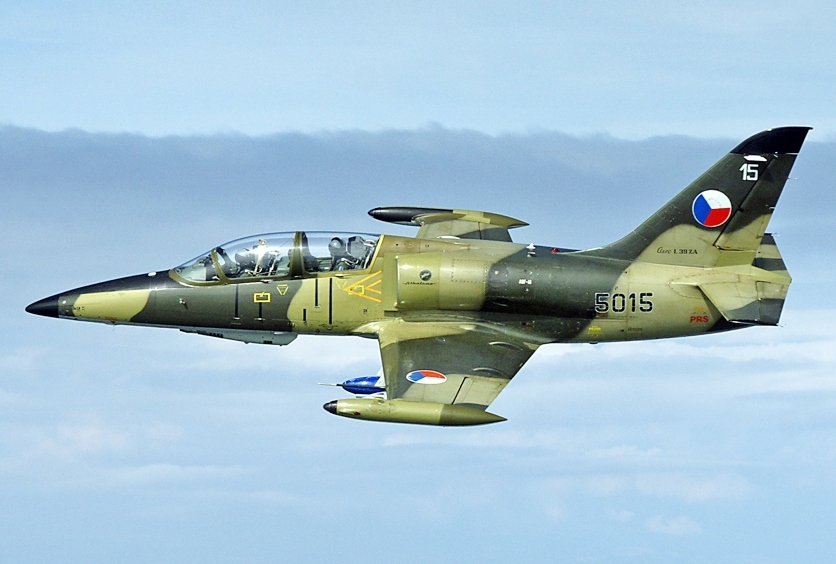
Aero L-39 Albatros

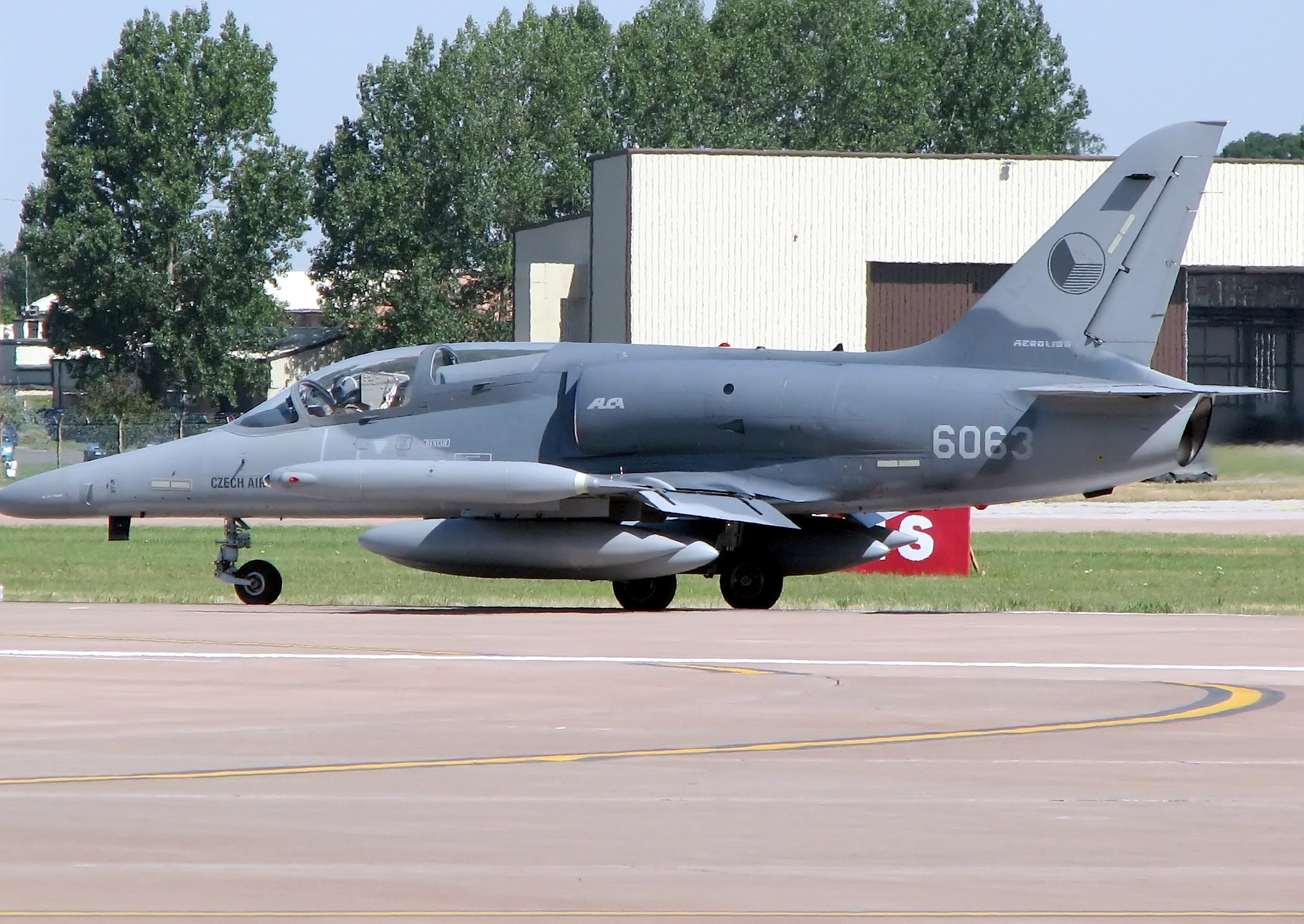
Aero Vodochody L-159A ALCA

| Model name               | First flight | Number built | Type                                                           |
| ------------------------ | ------------ | ------------ | -------------------------------------------------------------- |
| Aero Ae 01               | 1919         |              | Máy bay huấn luyện hai tầng cánh động cơ piston                |
| Aero Ae 02               | 1920         | 1            | Máy bay huấn luyện hai tầng cánh động cơ piston                |
| Aero Ae 03               |              | 1            | Máy bay trinh sát hai tầng cánh động cơ piston                 |
| Aero Ae 04               | 1921         |              | Máy bay chiến đấu hai tầng cánh động cơ piston                 |
| Aero A.8                 | 1921         | 1            | Máy bay dân sự hai tầng cánh động cơ piston                    |
| Aero A.10                | 1922         | 5            | Máy bay dân sự hai tầng cánh động cơ piston                    |
| Aero A.11                | 1925         | ~250         | Máy bay ném bom hai tầng cánh động cơ piston                   |
| Aero A.12                | 1923         | 93           | Máy bay ném bom hai tầng cánh động cơ piston                   |
| Aero A.14                | 1922         |              | Máy bay trinh sát hai tầng cánh động cơ piston                 |
| Aero A.15                |              |              | Máy bay trinh sát hai tầng cánh động cơ piston                 |
| Aero DH.50               |              |              | Máy bay dân dụng hai tầng cánh                                 |
| Aero A.16                |              |              | Máy bay ném bom, bị hủy bỏ                                     |
| Aero A.17                |              |              | Tàu lượn                                                       |
| Aero A.18                | 1923         | 20           | Máy bay chiến đấu hai tầng cánh một động cơ piston             |
| Aero A.19                |              |              | Máy bay chiến đấu hai tầng cánh một động cơ piston             |
| Aero A.20                | 1923         | 1            | Máy bay chiến đấu hai tầng cánh một động cơ piston             |
| Aero A.21                | 1926         | 8            | Máy bay huấn luyện hai tầng cánh một động cơ piston            |
| Aero A.22                |              | 3            | Máy bay hai tầng cánh một động cơ piston                       |
| Aero A.22 (II)           |              |              | Máy bay ném bom bốn động cơ                                    |
| Aero A.23                | 1926         | 7            | Máy bay chở khách hai tầng cánh 1 động cơ piston               |
| Aero A.24                | 1925         | 1            | Máy bay ném bom hai động cơ piston hai tầng cánh               |
| Aero A.25                |              | 15           | Máy bay huấn luyện hai tầng cánh một động cơ piston            |
| Aero A.26                | 1923         | 23           | Máy bay hai tầng cánh trinh sát                                |
| Aero A.27                |              |              | Máy bay ném bom hai tầng cánh động cơ piston                   |
| Aero A.27 (II)           |              |              | Máy bay chở khách hai động cơ (không chế tạo)                  |
| Aero A.28                |              |              | Máy bay huấn luyện                                             |
| Aero A.29                | 1926         | 9            | Máy bay thủy phi cơ hai tầng cánh                              |
| Aero A.30                | 1926         | 79           | Máy bay ném bom hạng nhẹ hai tầng cánh một động cơ piston      |
| Aero A.31                |              |              | Máy bay chiến đấu                                              |
| Aero A.32                | 1927         | 116          | Máy bay ném bom hạng nhẹ hai tầng cánh một động cơ piston      |
| Aero A.33                |              |              | Máy bay chở khách ba động cơ                                   |
| Aero A.34 Kos            | 1929         | 11           | Máy bay hai tầng cánh thể thao một động cơ piston              |
| Aero A.35                | 1928         | 12           | Máy bay dân sự                                                 |
| Aero A.36                |              |              | Máy bay ném bom hai tầng cánh                                  |
| Aero A.38                | 1929         | 6            | Máy bay chở khách hai tầng cánh 1 động cơ piston               |
| Aero A.40                |              |              | Máy bay thể thao                                               |
| Aero A.42                | 1929         | 2            | Máy bay chiến đấu cánh đơn một động cơ piston                  |
| Aero A.44                |              |              | Không chế tạo                                                  |
| Aero A.46                | 1931         | 1            | Máy bay huấn luyện hai tầng cánh một động cơ piston            |
| Aero A.48                |              |              | Không chế tạo                                                  |
| Aero A.49                |              |              | Không chế tạo                                                  |
| Aero A.55                |              |              | Không chế tạo                                                  |
| Aero A.60                |              |              | Không chế tạo                                                  |
| Aero A.100               | 1933         | 44           | Máy bay ném bom hạng nhẹ hai tầng cánh một động cơ piston      |
| Aero A.101               | 1934         | 50           | Máy bay ném bom hạng nhẹ hai tầng cánh một động cơ piston      |
| Aero A.102               | 1934         | 2            | Máy bay chiến đấu cánh đơn một động cơ piston                  |
| Aero A.104               | 1937         | 2            | Máy bay chiến đấu cánh đơn một động cơ piston                  |
| Aero A.125               |              | 12           | Máy bay huấn luyện hai tầng cánh một động cơ piston            |
| Aero A.130               |              | 1            | Máy bay ném bom hạng nhẹ hai tầng cánh một động cơ piston      |
| Aero A.134               |              | 1            | Máy bay hai tầng cánh thể thao một động cơ piston              |
| Aero A.200               | 1934         | 2            | Máy bay thể thao                                               |
| Aero MB.200              | 1935         | 74           | Máy bay ném bom                                                |
| Aero A.202               |              |              | Máy bay chở khách                                              |
| Aero A.204               | 1936         | 1            | Máy bay hai động cơ piston                                     |
| Aero A.206               |              |              | Máy bay ném bom                                                |
| Aero A.210               |              |              | Máy bay chở khách bốn động cơ                                  |
| Aero A.212               |              |              | Máy bay chở khách                                              |
| Aero A.230               |              | 25           | Máy bay ném bom hạng nhẹ hai tầng cánh một động cơ piston      |
| Aero A.300               | 1938         | 1            | Máy bay ném bom một tầng cánh                                  |
| Aero A.302               |              |              | Máy bay cường kích                                             |
| Aero A.304               | 1937         | 19           | Máy bay ném bom hai động cơ cánh quạt                          |
| Aero A.321               |              |              | Máy bay ném bom hạng nhẹ hai tầng cánh một động cơ piston      |
| Aero A.330               |              |              | Máy bay ném bom hạng nhẹ hai tầng cánh một động cơ piston      |
| Aero A.351               |              |              |                                                                |
| Aero A.404               |              |              | Máy bay ném bom động cơ cánh quạt                              |
| Aero A.430               |              |              | Máy bay ném bom hạng nhẹ hai tầng cánh một động cơ piston      |
| Aero C-3                 |              |              | Máy bay huấn luyện hai động cơ piston                          |
| Aero C-4/C-104           |              |              | Máy bay huấn luyện hai tầng cánh một động cơ piston            |
| Aero C-103               |              |              | Máy bay chở khách động cơ piston                               |
| Aero D-44                |              |              | Máy bay chở khách hai động cơ piston                           |
| Aero Ae-45               | 1947         | 200          | Máy bay hai động cơ piston                                     |
| Aero Ae 50               | 1949         | 1            | Máy bay trinh sát một động cơ piston                           |
| Aero Ae-53               |              |              | Dù lượn thể thao                                               |
| LB P-1                   |              |              | Máy bay huấn luyện hai chỗ ngồi (không được chế tạo)           |
| LB P-16                  |              |              | Máy bay chở khách hai động cơ (không được chế tạo)             |
| Aero Ae-148              |              |              | Máy bay chở khách hai động cơ (không được chế tạo)             |
| Aero B-34                |              |              | Máy bay cường kích (không được chế tạo)                        |
| Aero HC-2 Heli Baby      | 1954         | 23           | Máy bay trực thăng                                             |
| Aero L-60 Brigadýr       | 1953         | 273          | Máy bay một tầng cánh động cơ piston                           |
| Aero L-260               |              |              | Máy bay một tầng cánh động cơ piston                           |
| Aero L-29 Delfín         | 1959         | 3,665        | Máy bay huấn luyện phản lực                                    |
| Aero L-229               |              |              | Máy bay phản lực chiến đấu một động cơ (không được chế tạo)    |
| Aero L-260               |              |              | Máy bay chở khách (không được chế tạo)                         |
| Aero L-360               |              |              | Máy bay một tầng cánh động cơ piston                           |
| Aero L-429               |              |              | Máy bay phản lực chiến đấu một động cơ chuyên thao diễn        |
| Aero S-102               |              | 821          | Máy bay phản lực chiến đấu một động cơ sản xuất theo giấy phép |
| Aero S-103               |              | 620          | Máy bay phản lực chiến đấu một động cơ sản xuất theo giấy phép |
| Aero S-104               |              |              | Máy bay phản lực chiến đấu một động cơ sản xuất theo giấy phép |
| Aero S-105               |              | 103          | Phiên bản MiG 19 sản xuất theo giấy phép                       |
| Aero S-106               |              | 194          | Phiên bản MiG 21 sản xuất theo giấy phép                       |
| Aero L-39 Albatros       | 1968         | 2,900        | Máy bay huấn luyện phản lực                                    |
| Aero L-270               |              |              |                                                                |
| Aero L-59 Super Albatros | 1986         | 71           | Máy bay huấn luyện phản lực                                    |
| Aero Ae 270 Ibis         | 2000         |              |                                                                |
| Aero L-159 ALCA          | 1997         | 72           | Máy bay phản lực chiến đấu một động cơ hạng nhẹ                |
| Aero L-39NG              | 2018         | 5            | Máy bay huấn luyện phản lực                                    |
| Aero F/A-259 Striker     |              |              | Máy bay phản lực chiến đấu một động cơ                         |

### Bibliography
- Fredriksen, John C. International Warbirds: An Illustrated Guide to World Military Aircraft, 1914–2000. ABC-CLIO, 2001. ISBN 1-576-07364-5.
- Kiss, Judit. The Defence Industry in East-Central Europe: Restructuring and Conversion. SIPRI, 1997. ISBN 0-1982-9280-5.
- Lake, Jon. "Aero L-39 Albatross family: Variant Briefing". World Air Power Journal, Volume 43, Winter 2000. London:Aerospace Publishing. pp. 116–131. ISBN 1-86184-055-1.
- Tuček, Jan (2017). Auta první republiky 1918–1938 (bằng tiếng Séc). Prague: Grada Publishing. ISBN 978-80-271-0466-6.